# Mihailo Ristić
Mihailo Ristić (Servisch:Михаило Ристић) (Bijeljina, 31 oktober 1995) is een Servisch voetballer die doorgaans als vleugelspeler speelt. Hij verruilde Benfica in september 2023 voor Celta de Vigo. Ristić debuteerde in 2016 in het Servisch voetbalelftal.

## Clubcarrière
Ristić werd geboren in Bijeljina, dat toen in de Servische Republiek lag. Hij speelde in de jeugd bij Rudar Ugljevik. In juli 2014 tekende hij een profcontract bij Rode Ster Belgrado. Hiervoor debuteerde hij op 9 augustus 2014 in het betaald voetbal, tijdens een wedstrijd in de Servische Superliga tegen FK Radnički Niš. Hij mocht die dag na 72 minuten invallen voor Vukan Savićević. Ristić speelde drie seizoenen in het eerste team van Rode Ster. Hiermee werd hij in 2015/16 landskampioen.
Ristić verruilde Rode Ster in juli 2017 voor FK Krasnodar. Hij tekende hier voor vijf seizoenen, maar zijn werkelijke verblijf duurde zeven maanden. Hij vertrok eind januari 2018 voor een jaar op huurbasis naar Sparta Praag en in januari 2019 definitief naar Montpellier HSC. Nadat hij al anderhalf seizoen amper had gespeeld, moest Ristić het in zijn eerste halfjaar in Frankrijk vooral doen met invalbeurten. Daarna was hij ook in 2019/20 vooral reservespeler. Coach Michel Der Zakarian bevorderde hem in 2020/21 vervolgens tot vaste basisspeler. Hij speelde dat seizoen in 34 van de 38 speelronden en eindigde met Montpellier op de achtste plaats in de Ligue 1.
Ristić verruilde Montpellier in juli 2022 transfervrij voor Benfica. Hier werd hij weer reservespeler. Hij liet Portugal na een seizoen achter zich en tekende voor drie jaar bij Celta de Vigo.

## Interlandcarrière
Ristić maakte deel uit van alle Servische nationale jeugdselecties vanaf Servië –19. Hij nam met Servië –21 deel aan het EK –21 van 2017. Ristić debuteerde op 29 september 2016 in het Servisch voetbalelftal.

## Erelijst
| Competitie                    |                    |                    |                    |                    |
| Competitie                    | Aantal             | Jaren              |                    |                    |
| Rode Ster Belgrado            | Rode Ster Belgrado | Rode Ster Belgrado | Rode Ster Belgrado | Rode Ster Belgrado |
| ----------------------------- | ------------------ | ------------------ | ------------------ | ------------------ |
| Kampioen Superliga            | 1x                 | 2015/16            |                    |                    |
| Benfica                       |                    |                    |                    |                    |
| Kampioen Primeira Liga        | 1x                 | 2022/23            |                    |                    |
| Supertaça Cândido de Oliveira | 1x                 | 2023               |                    |                    |

1 Villar ·
2 Starfelt ·
3 Mingueza ·
5 Carreira ·
6 Moriba ·
7 Iglesias ·
8 Beltrán ·
9 Douvikas ·
10 Aspas  ·
11 Cervi ·
12 González ·
13 Guaita ·
14 De la Torre ·
15 Aidoo ·
16 Jailson ·
17 Bamba ·
18 Durán ·
19 Swedberg ·
20 Alonso ·
21 Ristić ·
22 Manquillo ·
23 Allende ·
24 Domínguez ·
25 Rodríguez ·
30 Álvarez ·
33 Sotelo ·
Coach: Giráldez